# Clara Ant
Clara Levin Ant  (La Paz, Bolivia, 7 de febrero de 1948) es una arquitecta, y política activista brasileña. 

## Primeros años
Es hija de inmigrantes polacos que se establecieron allí, después de la Segunda Guerra Mundial. Comenzó su actividad política en el movimiento estudiantil trotskista Liberdade e Luta. Estudió la carrera en la Facultad de Arquitectura y Urbanismo de la Universidad de São Paulo.

## Actividad política
Posteriormente se pasó a la centro izquierda. Fue una militante absolutamente opuesta al régimen militar desde finales de los años 60. Ant ha sido un activista del Partido dos Trabalhadores desde su inicio, y fue tesorera del Partido; antes de ser elegida parlamentaria en 1986.
Más tarde, se involucró en la rama ejecutiva del gobierno como administradora regional, en la ciudad de São Paulo, bajo la alcaldía de Marta Suplicy. También se desempeñó como asistente personal del presidente brasileño Lula. Allí, ha jugado un papel destacado en la comunicación entre Lula y el PT con la comunidad judía de Brasil.

## Honores
- Dirigente de la CUT desde su fundación hasta 1988
- Vcepresidenta de la Federación Nacional de Arquitectos, de 1983 a 1989[5]